# Yicheng (häradshuvudort i Kina, Jiangsu)
Yicheng (kinesiska: 宜城, 宜城街道, 宜兴市) är en häradshuvudort i Kina. Den ligger i provinsen Jiangsu, i den östra delen av landet, omkring 120 kilometer sydost om provinshuvudstaden Nanjing. Den ligger vid sjön Dongjiu.
Runt Yicheng är det tätbefolkat, med 790 invånare per kvadratkilometer. Närmaste större samhälle är Dingshu, 11,8 km söder om Yicheng. Runt Yicheng är det i huvudsak tätbebyggt.
Genomsnittlig årsnederbörd är 1 542 millimeter. Den regnigaste månaden är juli, med i genomsnitt 268 mm nederbörd, och den torraste är december, med 50 mm nederbörd.